# Calanthe alleizettii
Calanthe alleizettii är en orkidéart som beskrevs av François Gagnepain. Calanthe alleizettii ingår i släktet Calanthe och familjen orkidéer. Inga underarter finns listade i Catalogue of Life.